# Костёл Святого Михаила Архангела (Сморгонь)
Костёл Святого Михаила Архангела (бел. Касцёл Святога Міхаіла Арханёла, пол. Kościół Świętego Michała Archanioła) — католический храм в городе Сморгонь Гродненской области Беларуси. Построен предположительно в 1606—1612 годах на средства Криштофа Зеновича как кальвинский собор; в 1621 году передан католикам. В 1866—1918 годах использовался как православная церковь. В годы Первой мировой войны частично разрушен.
Памятник архитектуры эпохи Ренессанса с элементами оборонительного зодчества. Внесён в Государственный список историко-культурных ценностей Республики Беларусь как ценность категории «2» — объект историко-культурного наследия республиканского значения. Костёл является главным храмом Сморгонского деканата Гродненского диоцеза.

## История
Сведения о времени и месте строительства храма в Сморгони противоречивые. В некоторых публикациях указывается, что он построен в 1503—1505 годах на средства Юрия Ивановича Зеновича как костёл, а в середине XVI века переделан под кальвинский сбор, в других — что изначально строился как кальвинский храм в 1553—1555 годах Юрием Николаевичем Зеновичем, иногда указываются 1558 и 1583 годы. Однако наиболее вероятно, что культовое строение, которое сохранилась до наших дней, было возведено, возможно на месте деревянного кальвинского храма 1555 года, в 1606—1612 годах Криштофом Зеновичем. Об этом свидетельствует характер постройки и тот факт, что большинство каменных кальвинских сборов на территории Великого княжества Литовского были построены именно в этот период. Ксёндз Ян Курчевский в своей публикации 1907 года «Католический костёл в Сморгони» писал: 
«В 1611 году Криштоф Юрьевич Зенович, воевода брестский, кальвинист, основал в Сморгони над прудом, на плейбанийной земле, каменный кальвинский собор…».
Сын Кристофа Зеновича, Николай Богуслав, перешёл в католичество, и после его смерти в 1621 году сморгонский храм был передан католикам его сестрой Софьей.
В 1655 году костёл был разрушен войсками царя Алексея Михайловича, но быстро восстановлен.
За 1689 год:в инвентаре Сморгони есть такая запись  «…по этой улице (Дворной) на углу, со стороны пруда у дороги находиться каменный костел Святой Троицы с куполом, звонарней и кладбищем, обнесенным каменной стеной…».

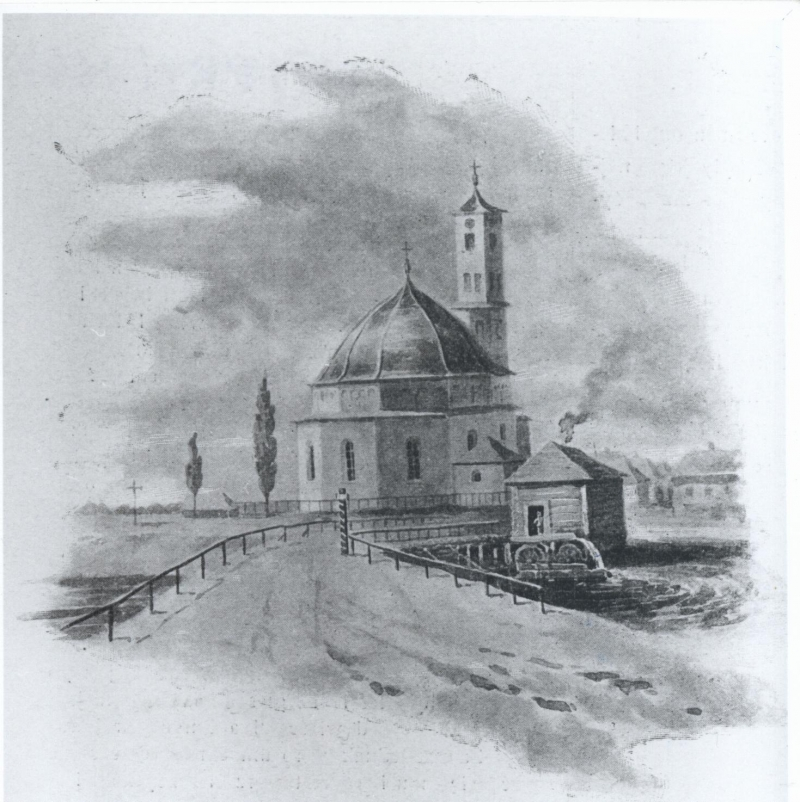
Сморгонский костёл в 1850 году. Рисунок К. Русецкого

В 1858 году костёл отреставрирован — украшен в интерьере фресками, выполненными известным художником из Галиции Илаповичем, вокруг построены ограждения, поставлены ворота.

Описание костёла того времени оставил Владислав Сырокомля: 
«Костёл размещён над красивым прудом около помещицкой усадьбы. Над костёлом высоко в небо возносится куполоподобная башня с козырьком, на которой были новые часы.                                                                                                                   Два круглых сооружения возле главной башни делают строение похожим на военное укрепление».
После поражения восстания 1863—1864 годов католические костёлы повсеместно закрывались российскими властями.
В 1866 году сморгонский костёл Святой Троицы перестраивается под православную Михайловскую церковь — была ликвидирована костёльная отделка, забелены фрески, установлена шатровая крыша с маковкой в русском стиле.

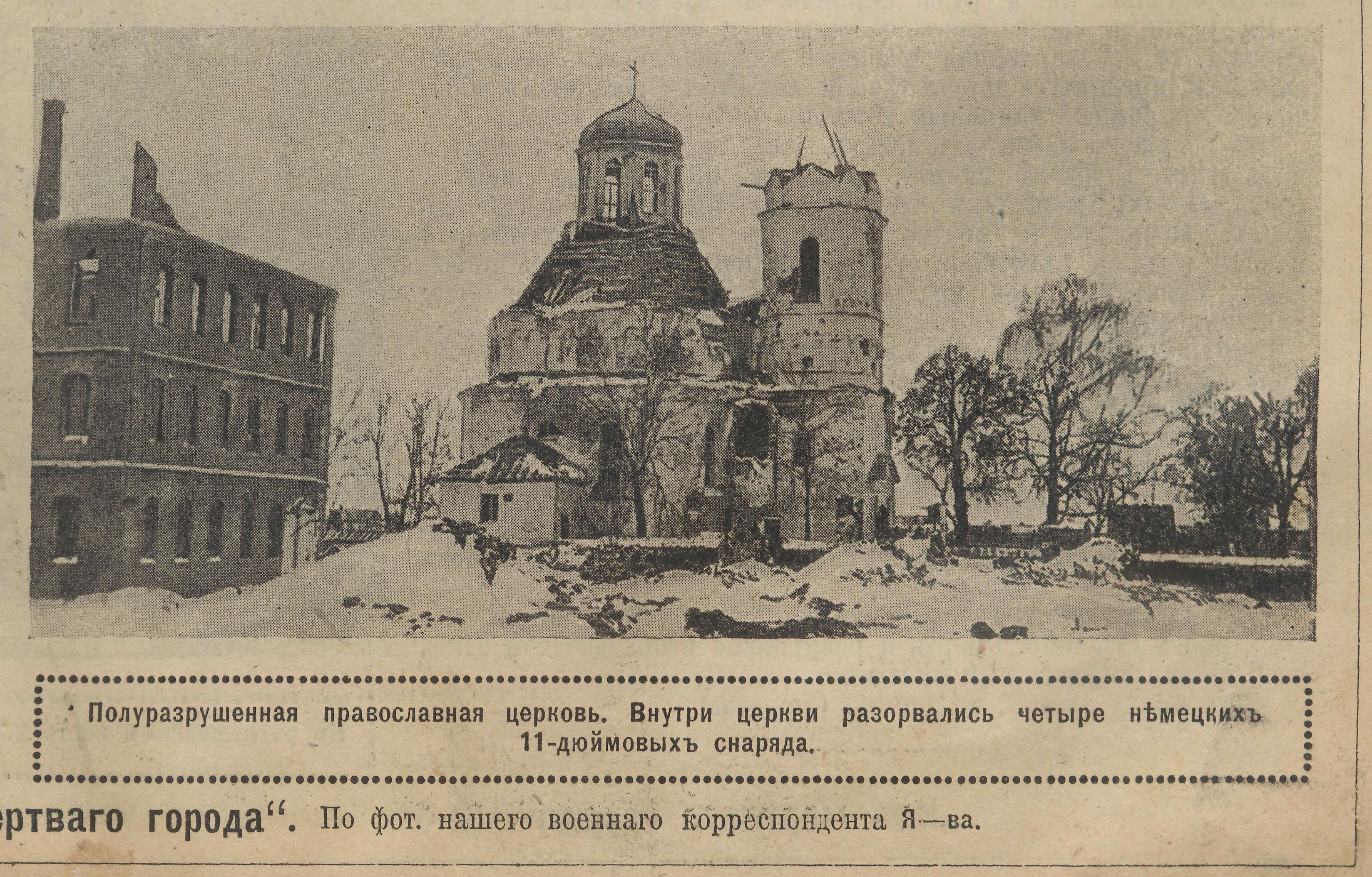
Михайловская церковь, 1916 год

В годы Первой мировой войны храм был сильно повреждён, частично разрушен.
В 1921—1926 годах храм восстанавливался уже как католический костёл. Купол расписывал белорусский художник Пётр Сергиевич.
В 1947 году костёл был закрыт советскими властями; здание использовалось как склад и магазин.
В начале 1970-х годов, по инициативе местных властей и Министерства культуры БССР костёл  реставрирован под руководством архитекторов В. Сахно, П. Седлярова и С. Друщица. До конца 1980-х годов здесь размещался выставочный зал.
В 1990 году храм передан католической общине.

## Архитектура

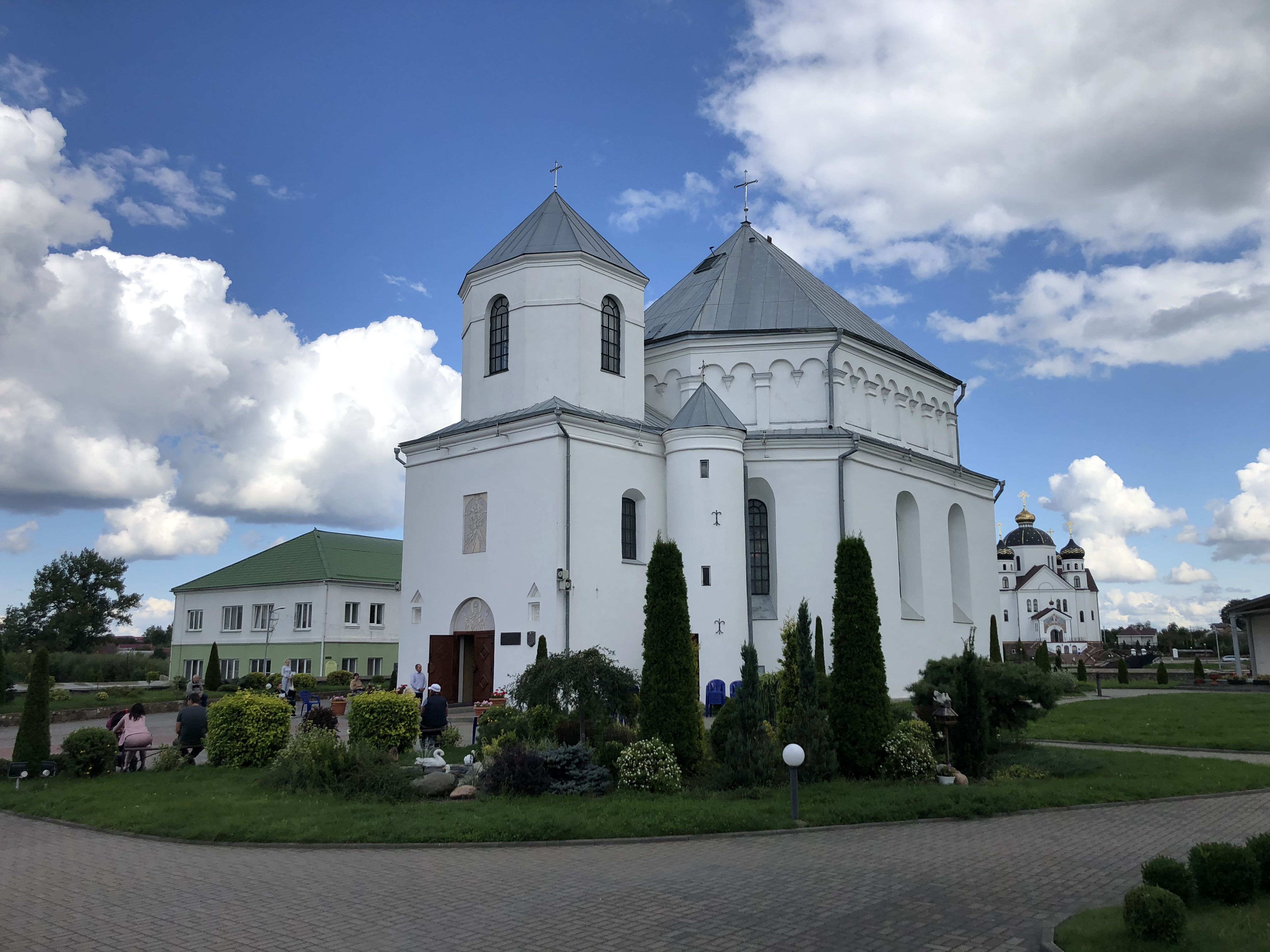
Church of Saint Michael the Archangel in Smarhoń 01

Храм был построен в соответствии со скромными требованиями кальвинистского богослужения, без выделения алтарной части. В плане представляет собой слегка вытянутый по продольной оси восьмигранник, к которому со стороны главного фасада примыкает многоярусная башня-колокольня (сохранилось 2 яруса), завершённая низким шатром на восьмигранном барабане. С северной стороны пристроена небольшая сакристия.
Внутреннее пространство основного объёма представляет собой круглый зал, перекрытый сферичным, расписанным фресками куполом. Снаружи его основание замаскировано аттиком, декорированным лопатками и спаренными полуциркульными нишами с гирьками, изнутри отделено от стен небольшим карнизом на дентикулах. Стены строения толщиной до 3,5 метров сложены чередованием трёх рядов красного и жёлтого кирпича и одного ряда камней, прорезаны высокими полуциркульными оконными проёмами. Плоскости стен раскрапованы многочисленными арочными нишами-голосниками.

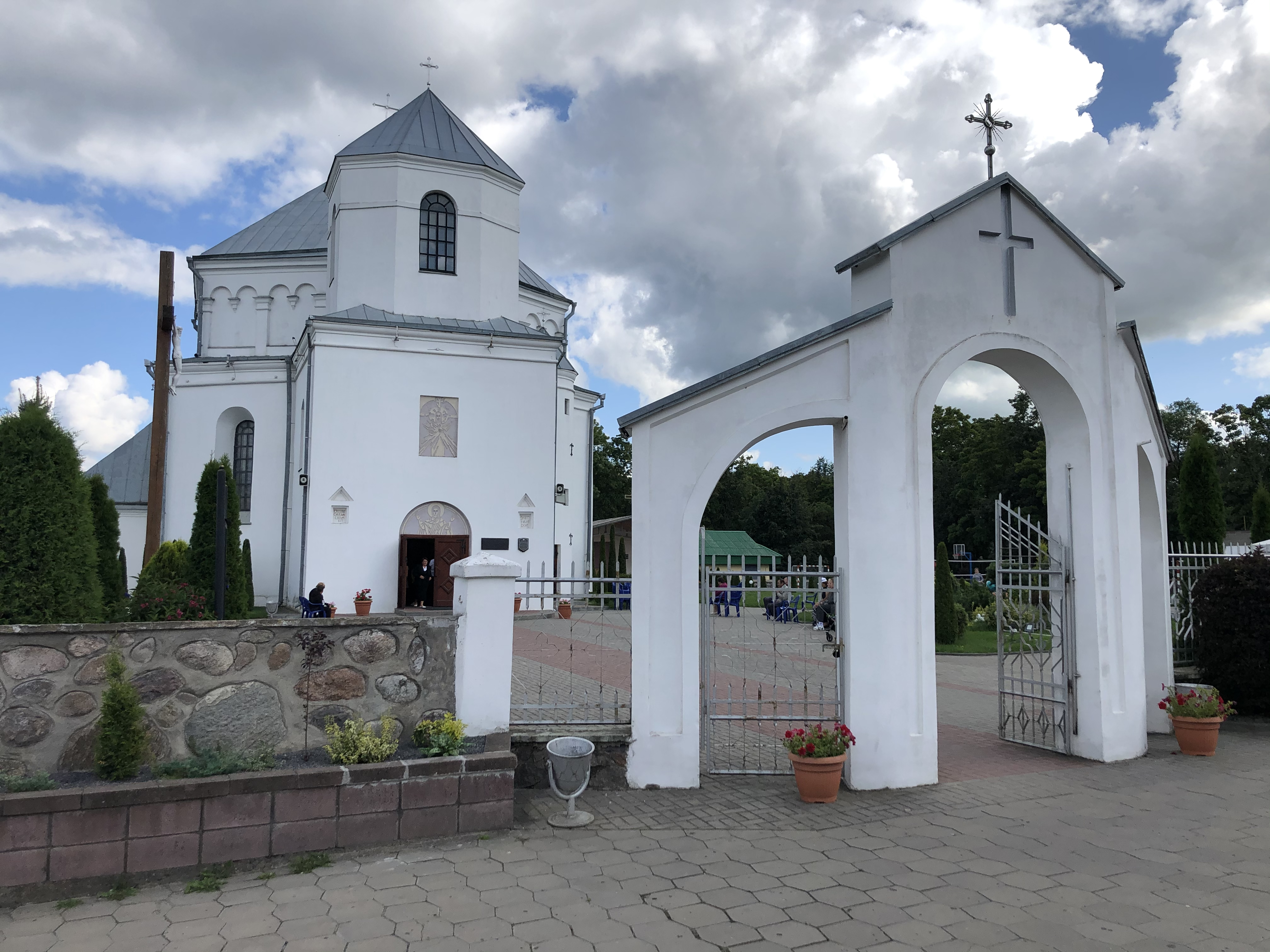
Church of Saint Michael the Archangel in Smarhoń 02

Вход в храм через квадратный в плане нижний ярус башни-колокольни, над притвором — хоры, перекрытые крестовым сводом. На верхнем ярусе — звонница. В месте соединения колокольни и основного объёма, справа от входа, пристроена цилиндрическая башенка с витой лестницей, которая ведёт на хоры и звонницу. Есть основания считать, что сбор имел ещё одну круглую башенку с северной стороны колокольни, и его входная часть первоначально имела симметричную композицию.

## Католический центр

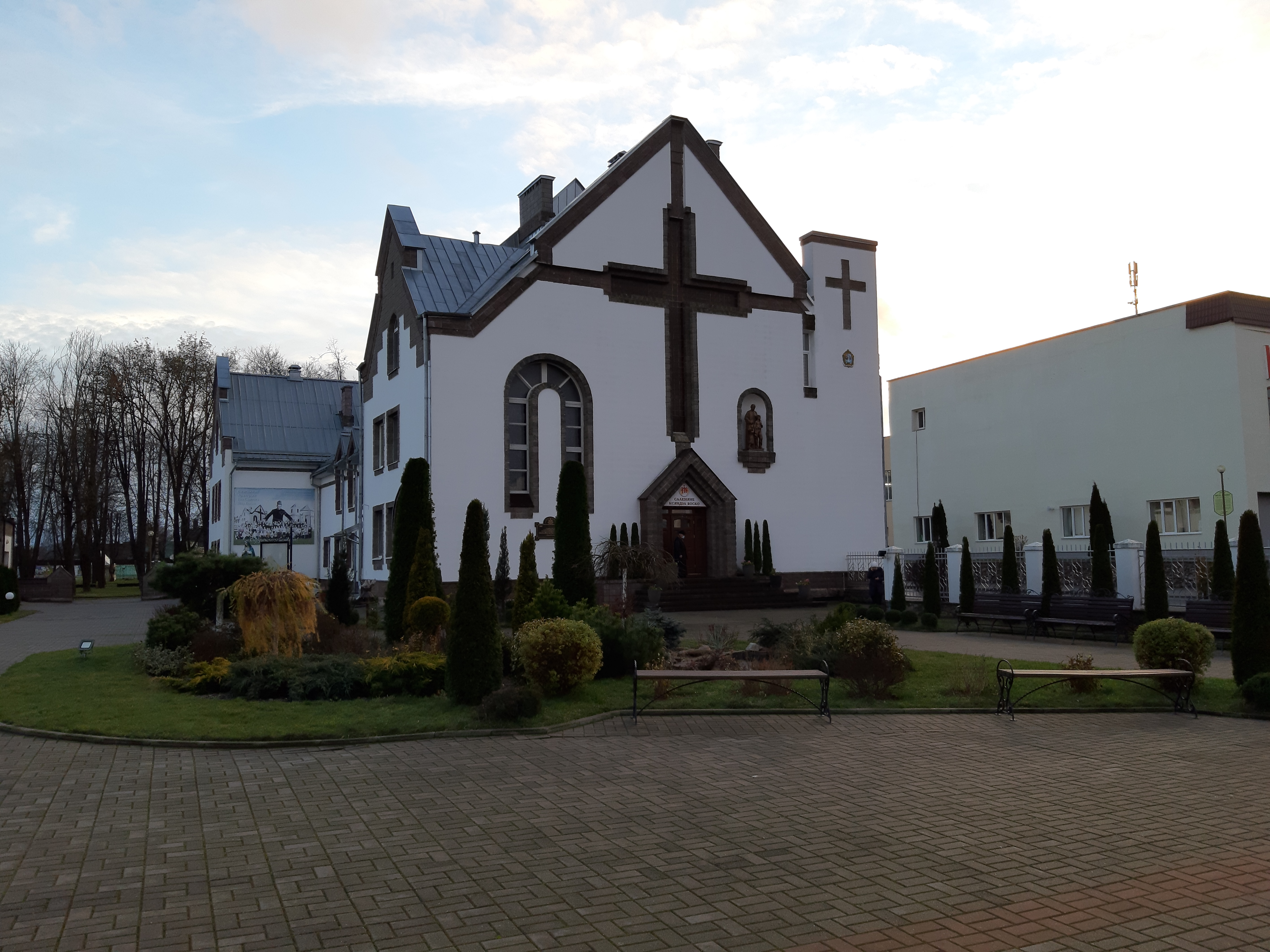
Христианский образовательный центр имени Иоанна Боско при костёле св. Михаила Архангела

В 1995 году католической общине было передано расположенное рядом с костёлом трёхэтажное строение, которое долгое время служило районным Домом культуры. Здание было построено в 1937—1939 годах на пожертвования прихожан из кирпичей разрушенного в годы Первой мировой войны второго сморгонского костёла, как католический Народный дом (пол. Dom Ludowy), но в 1940 году экспроприировано советскими властями. В конце 1990-х годов здание было коренным образом перестроено по проекту архитектора Базевича, и в нём разместился Христианский образовательный центр имени Иоанна Боско при костёле св. Михаила Архангела.

## Галерея

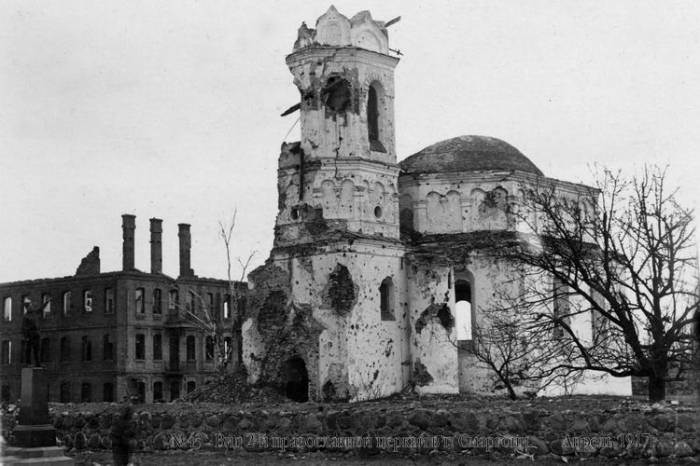
Разрушенное здание костёла после Первой Мировой войны (1917 г.)
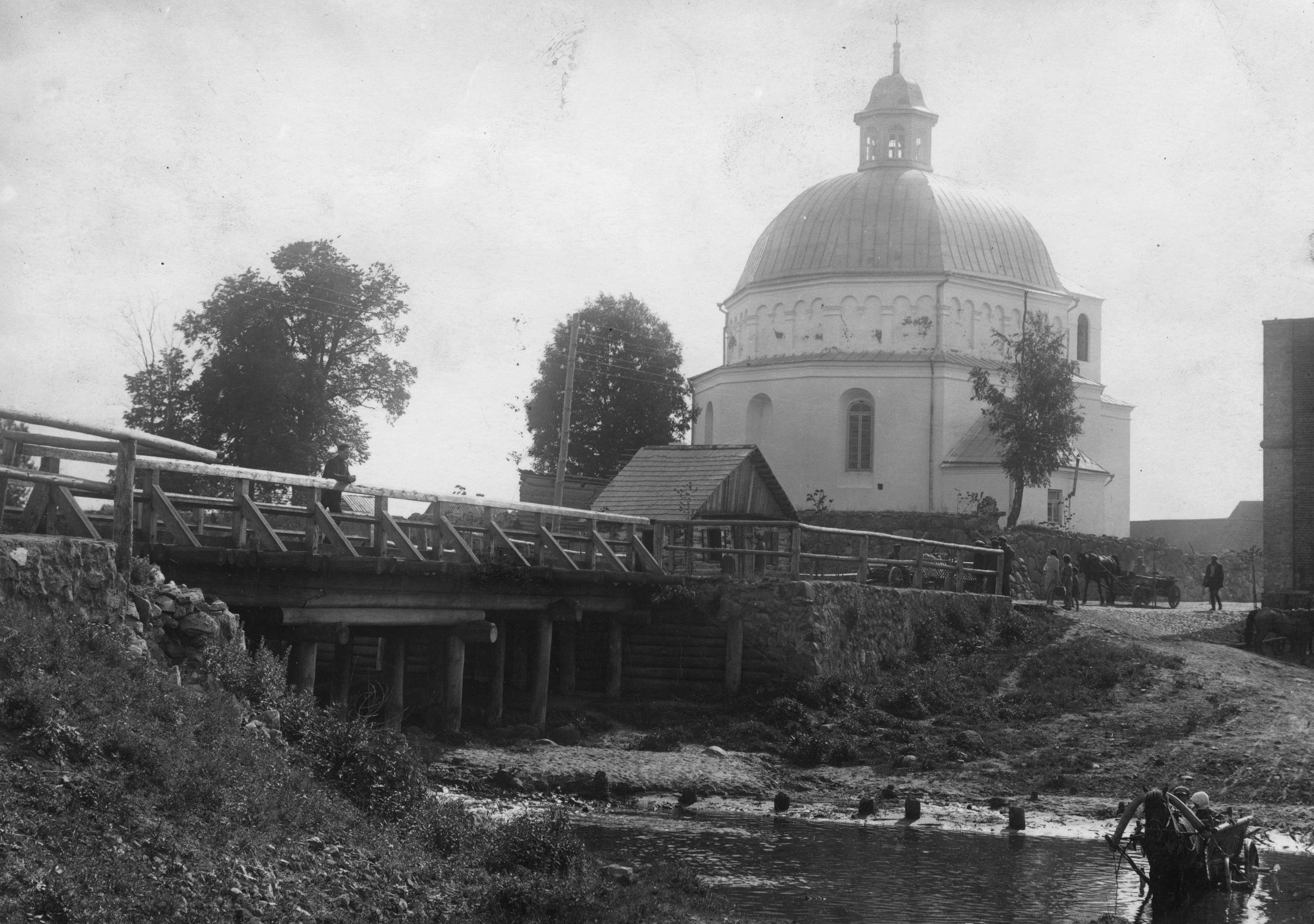
Костёл в период времени 1918-1939 гг.
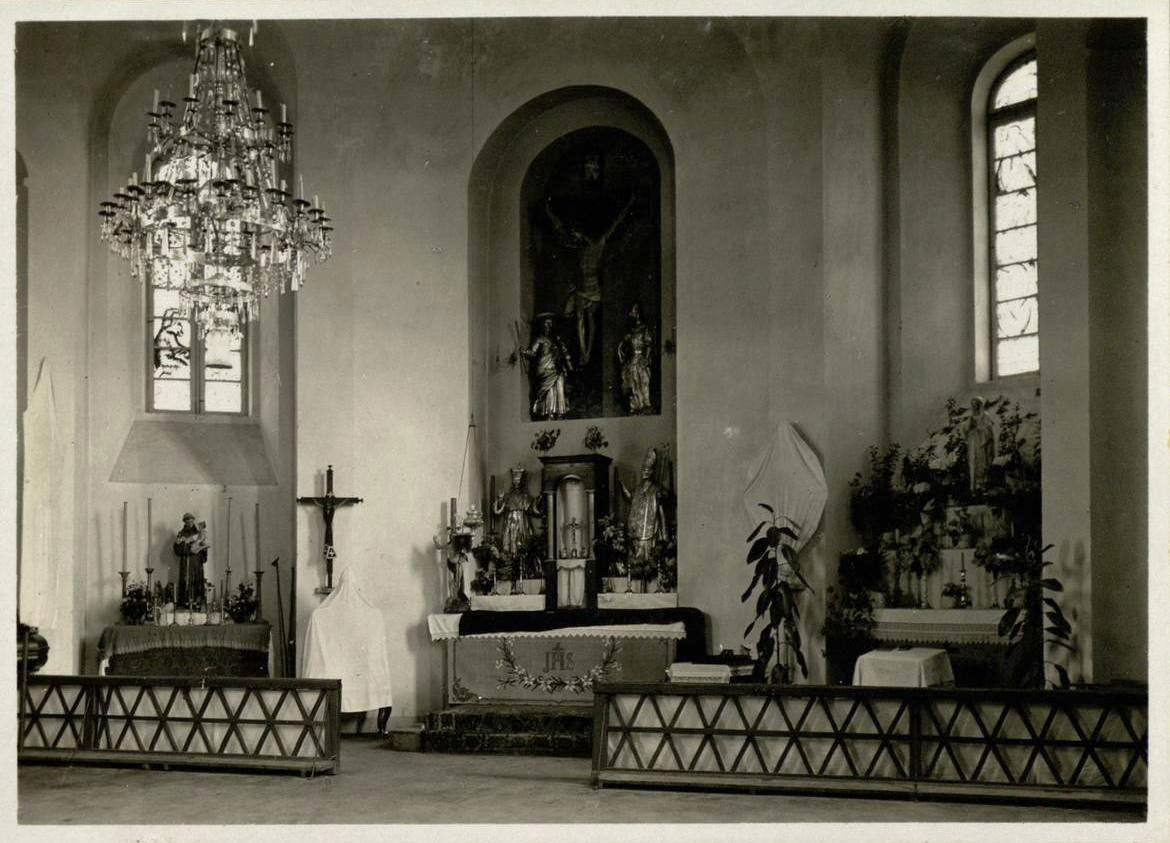
Внутри костёла в 1930 г.
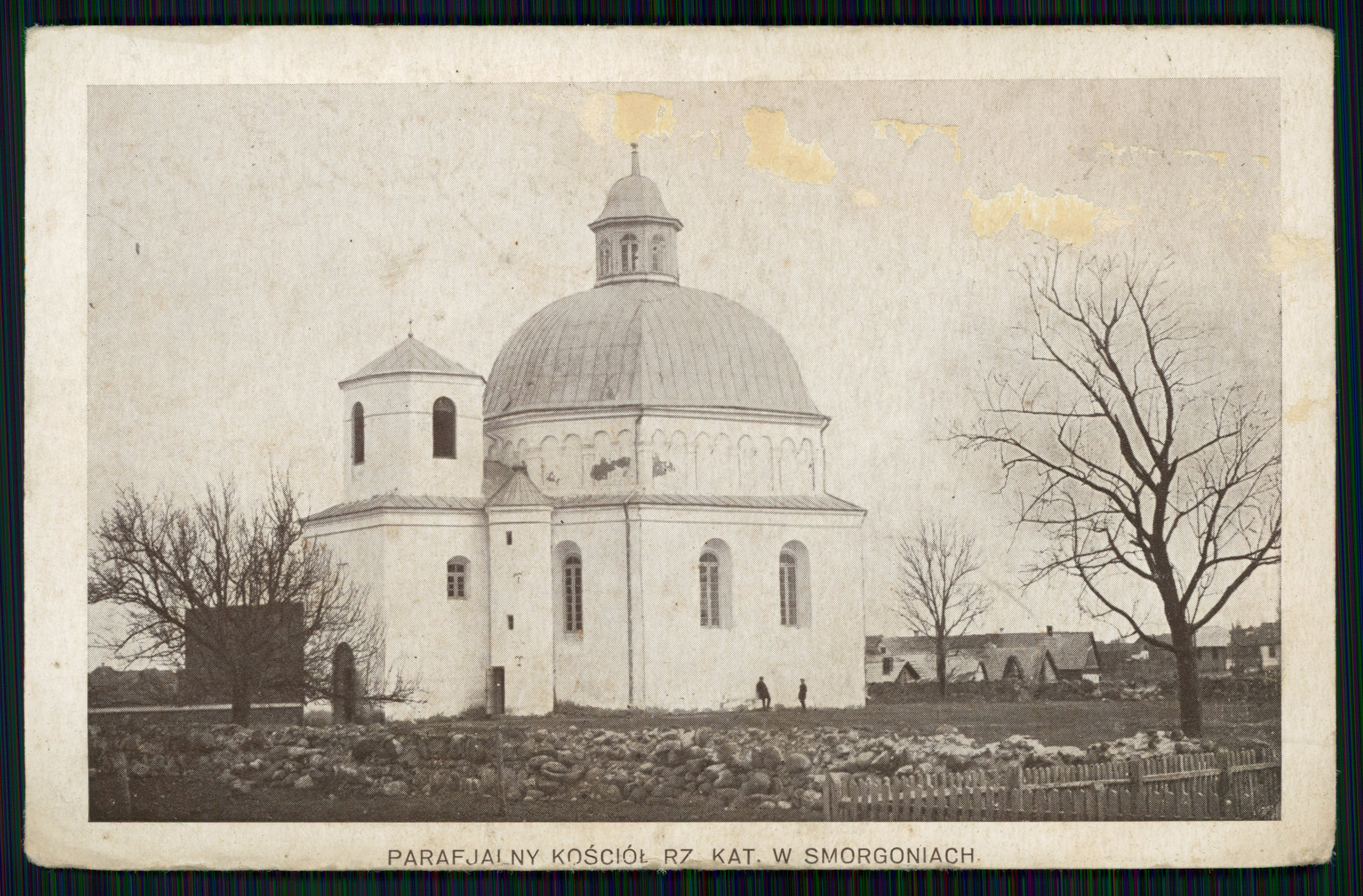
Сморгонский костёл в 1930 г.
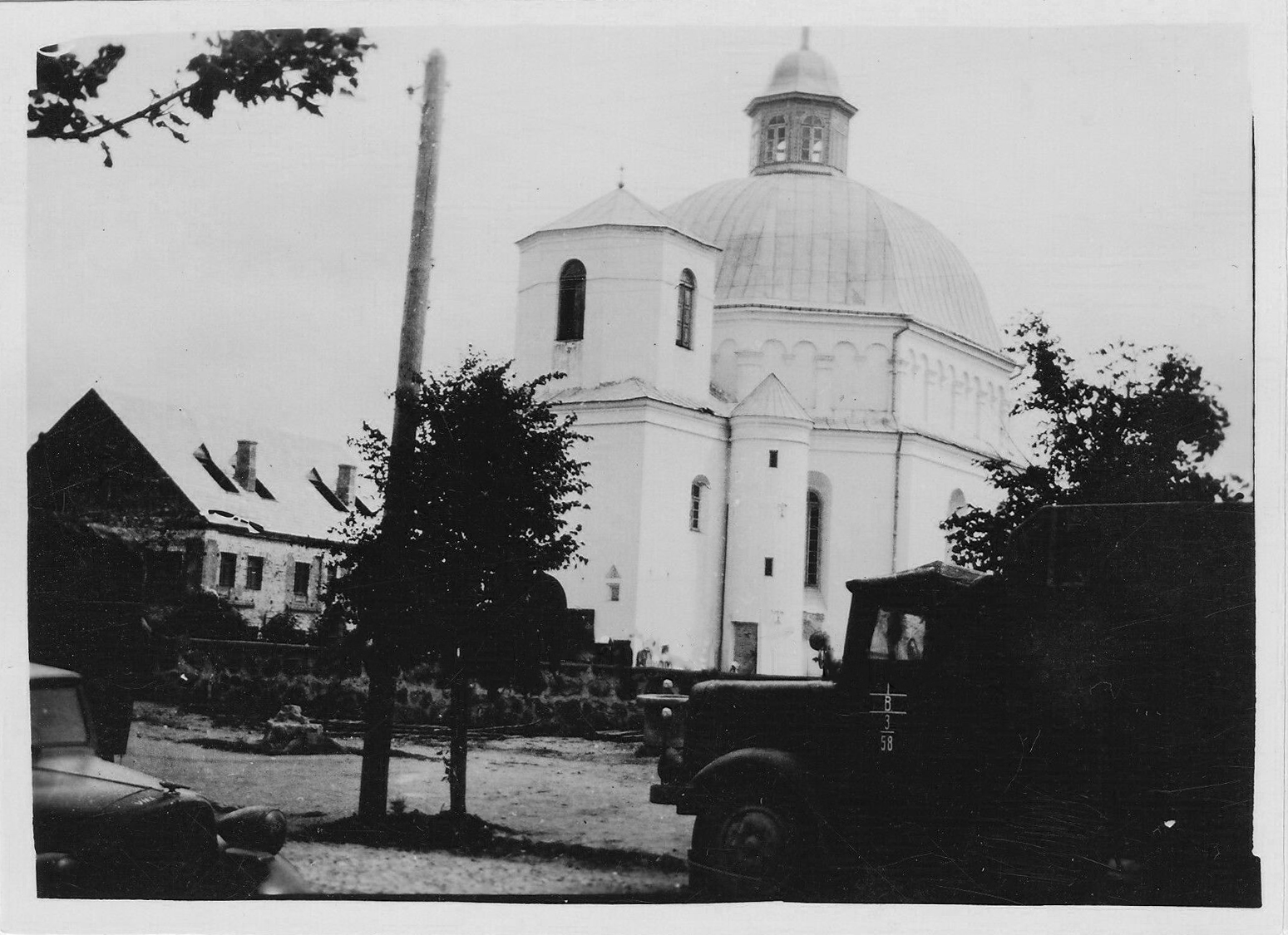
Сморгонский католический храм в период Второй Мировой войны (1941-1944 гг.)
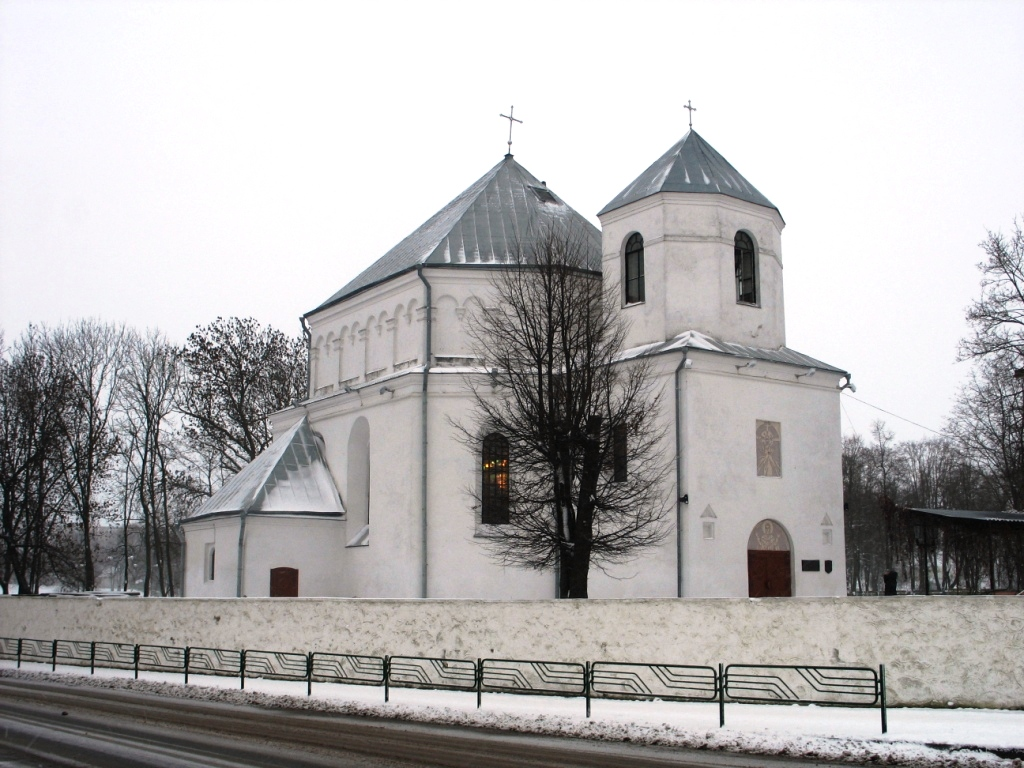
Костёл Св. Михаила Архангела в 2008 г.
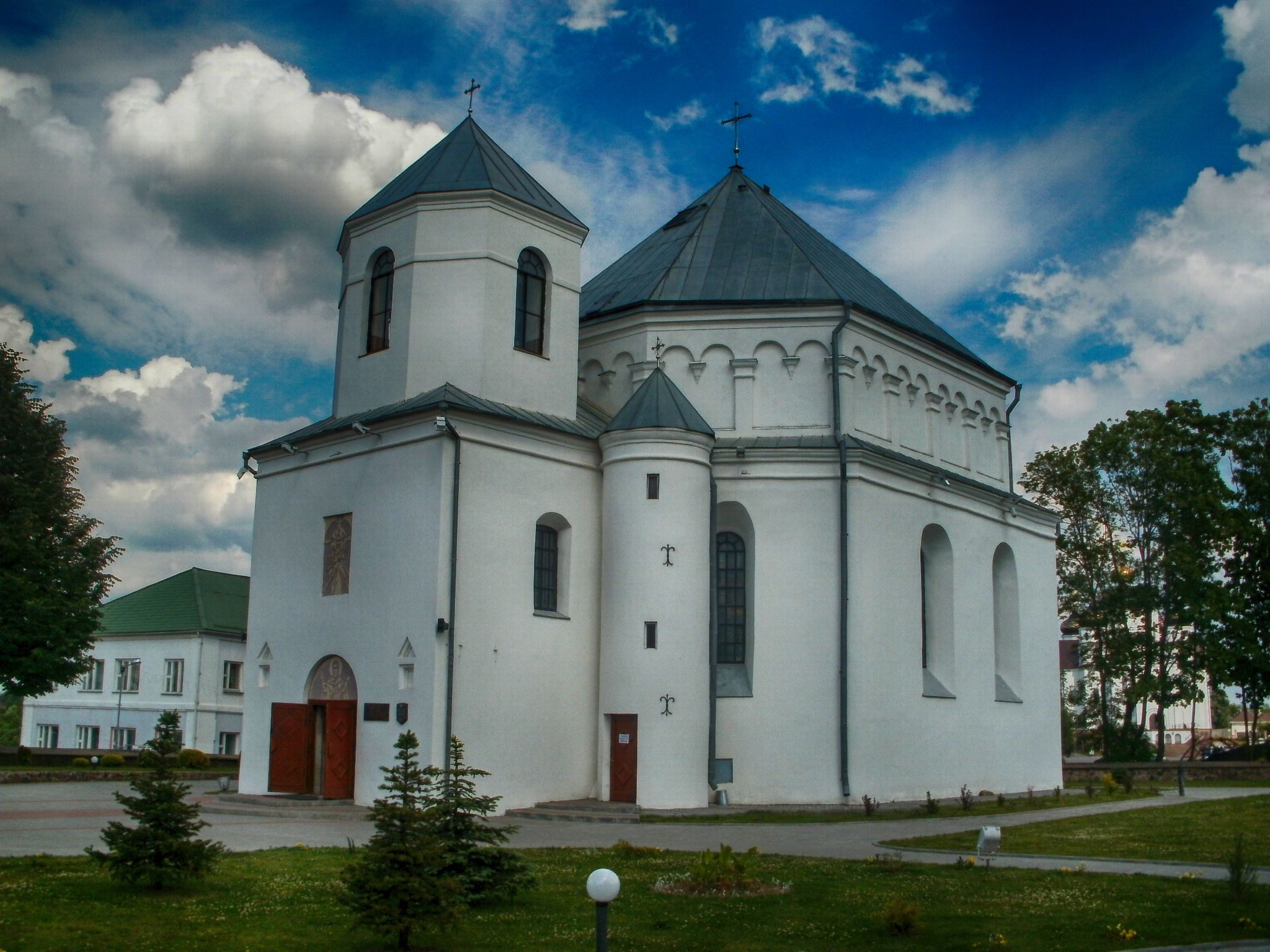
Сморгонский костёл в 2012 г.